# 李萼馨
李萼馨（？—？），安徽潁州府阜陽縣人，清朝政治人物。
李萼馨曾于1863年接替谢炳任嘉定县知县一职，1863年由江福安接任。